# 佐原雅通
佐原　雅通（さはら　まさみち）は日本の学者、東海大学外国語教育センター所属の専任教授。ヨーロッパ語系、とりわけドイツ・オーストリアの文学や美術、文化史、思想史、自然観の変遷など幅広い分野の研究に励んでいる。東海大学ではドイツ語の講義や留学関係の仕事も担当しており、また多くの優れた著作・文献を発表している。

## 専門分野
- 科学社会学・科学技術史
- 林学・森林工学
- 地理学
- 美学・美術史
- ヨーロッパ語系文学
- 地質学
- 岩石・鉱物・鉱床学

## 主な研究テーマ
- ドイツロマン派風景画

特にカール・グスタフ・カールス、カスパー・ダーヴィト・フリードリヒ
- アレキサンダー・フォン・フンボルトの自然観
- ヨーロッパ風景画とエコロジー
- 「科学と芸術の統合」から見た西洋風景画の歴史的変遷
- アーダルベルト・シュティフターの自然観
- ヨーロッパ18世紀、19世紀の自然観の変遷

## 略歴
- 1977年　中央大学文学部ドイツ文学　修了
- 1983年　中央大学大学院文学研究科博士課程　単位取得満期退学

## 所属学会
- 日本独文学会
- オーストリア文学会
- 日本ドイツ学会

## 主な著書・文献
- ドイツ文法 プリーマ(1992)三修社
- ドイツ文法プリーマ!バージョン2(1995)三修社
- ドイツ語コミュニケーション・独検4級対応(2001)三修社
- 300語で話すドイツ語(2001)三修社
- ドイツ文法プリーマ!バージョン3(2005)三修社
- 新ドイツ語コミュニケーション・独検4級対応(2007)三修社
- ようこそベルリンへ！(2007)同学社

以下文献
- ドイツ・ロマン派風景画の植生の発見―C.D.フリードリヒ、A.v.フンボルト、C.G.カールスが自然に見た神性(2004)
- 科学と芸術の統合―A. v. フンボルトの「自然絵画」とカールスの「地球生命画」におけるエコロジー(2005）
- 地質学とドイツ・ロマン派風景画―A. v. フンボルト、フリードリト、カールスにおける科学と芸術(2006）
- 科学と芸術のインターフェイス(2007）
- ドイツ・ロマン派時代の自然観―ノヴァーリスを中心に(2009)